# Josie Maran
Josie Maran (Menlo Park, 8 mei 1978) is een Amerikaans actrice en fotomodel. Ze heeft een multiculturele achtergrond; haar vader is van Pools-Russische afkomst, haar moeder is van Nederlands-Frans-Duitse afkomst.

## Leven
Josie Maran groeide op in Menlo Park, een voorstadje van San Francisco. Al op jonge leeftijd wilde ze model worden. Toen ze twaalf jaar oud was, werd Maran tijdens een barbecue gevraagd om deel te nemen aan een modeshow in San Francisco. Het was de start van haar carrière als fotomodel. Haar eerste opdrachten kwamen van onder meer Guess, Victoria's Secret en American Eagle Outfitters. Josie Maran sierde verder de covers van diverse tijdschriften, waaronder Glamour Magazine, Marie Claire, Maxim en de swimsuit issue van Sports Illustrated. Haar meest prestigieuze contract als fotomodel is dat bij Maybelline als spokesmodel. Maran heeft inmiddels een groot aantal advertenties en commercials voor het cosmeticabedrijf gedaan.
In 2002 maakte Josie Maran de overstap naar de film. Haar eerste twee films (Swatters en The Mallory Effect) waren nog kleine projecten, maar inmiddels heeft Maran ook enkele grote films op haar naam staan, met de rol als Dracula's bruid in Van Helsing als hoogtepunt.
Josie Maran had verder een langdurige relatie met illusionist David Blaine. Daarnaast speelde ze samen met onder andere Nicole Richie in de rockband Darling en deed Josie Maran mee in een videoclip van de Backstreet Boys.
In 2005 speelde ze in het computerspel Need for Speed: Most Wanted, als een van de hoofdfiguren.
In oktober 2005 besloot Josie Maran te stoppen als fotomodel en actrice. Ze verhuisde naar Oahu (Hawaï) om kinderen les te gaan geven. Eind maart 2006 verscheen Maran op het Fashion Week Kickoff-diner in Los Angeles en ze bleek in verwachting te zijn van fotograaf Ali Alborzi. Op 20 juni 2006 werd Marans dochter Rumi Joon geboren.
In juni 2007, lanceerde Josie Maran haar eigen lijn van (milieuvriendelijke) cosmeticaproducten: Josie Maran Cosmetics.
Op 29 mei 2009 maakte ze op haar twitter pagina bekend dat ze als een gastjurylid gaat verschijnen in het 13de seizoen van America's Next Top Model.

## Filmografie
- The Final Season (2006) - Polly Hudson
- The Gravedancers (2005) - Kira Hastings
- The Aviator (2004) - Cigarette Girl
- Van Helsing (2004) - Marishka, bruid van Graaf Dracula
- Little Black Book (2004) - Lulu Fritz
- Swatters (2002) - Susan
- The Mallory Effect (2002) - Mallory

## Gewerkt voor
- Andrew Marc
- Bebe
- Guess?
- Intimissimi
- Maybelline
- Levi's

## Magazines
- Cosmopolitan
- ELLE
- Glamour
- Marie Claire
- Vogue